# 399
| Calendário gregoriano                                                        | 399 CCCXCIX                     |
| Ab urbe condita                                                              | 1152                            |
| Calendário arménio                                                           | -153 – -152                     |
| Calendário bahá'í                                                            | -1445 – -1444                   |
| Calendário budista                                                           | 943                             |
| Calendário chinês                                                            | 3095 – 3096                     |
| Calendário copta                                                             | 115 – 116                       |
| Calendário etíope                                                            | 391 – 392                       |
| Calendários hindus - Vikram Samvat - Calendário nacional indiano - Cáli Iuga | 454 – 455 320 – 321 3499 – 3500 |
| Calendário Holoceno                                                          | 10399                           |
| Calendário islâmico                                                          | 230 BH – 229 BH                 |
| Calendário judaico                                                           | 4159 – 4160                     |
| Calendário persa                                                             | 223 BP – 222 BP                 |
| Calendário rúnico                                                            | 649                             |
| Calendário solar tailandês                                                   | 942                             |

399 (CCCXCIX, na numeração romana)  foi um ano comum do século IV do Calendário Juliano, da Era de Cristo, e a sua letra dominical foi B (52 semanas), teve início a um sábado e terminou também a um sábado. Segundo o horóscopo chinês, foi o ano do Porco.
| Ano completo                   |
| ------------------------------ |
| Ano comum com início ao sábado |

## Eventos
- 27 de Novembro - É eleito o Papa Anastácio I, 39º papa, que sucedeu ao Papa Sirício.

## Mortes
- 26 de Novembro - Papa Sirício, 38º papa.